# Joe Holland
Joseph Johnston Holland (* 11. Dezember 1964 in Hanover, New Hampshire) ist ein ehemaliger US-amerikanischer Nordischer Kombinierer. Er nahm an zwei Olympischen Winterspielen teil und wurde dreimal US-amerikanischer Meister.

## Werdegang
Holland erreichte bei den Nordischen Junioren-Skiweltmeisterschaften 1985 in Täsch mit dem neunten Platz als erster US-Amerikaner bei einem Wettkampf der Nordischen Kombination die besten Zehn. In den folgenden Jahren gehörte er zu den besten Kombinierern der Vereinigten Staaten, verfolgte allerdings parallel zu seiner Karriere auch ein Studium an der University of Vermont. Holland erreichte in seiner Karriere zweimal die Punkteränge im Weltcup. So wurde er am 8. März 1991 in Falun sowie am 4. Januar 1992 in Schonach Elfter. Seine beste Weltcup-Gesamtplatzierung stellte mit fünf Punkten Rang 28 aus der Saison 1990/91 dar. Auch im Skisprung-Weltcup versuchte sich Holland zweimal, erreichte allerdings sowohl bei seinem Debüt am 8. März 1983 in Falun als auch bei seiner zweiten Teilnahme nur die hintersten Ränge.
Bei den Olympischen Winterspielen 1988 in Calgary belegte Holland den 19. Platz im Einzel sowie Rang zehn mit dem Team. Bei den Nordischen Skiweltmeisterschaften 1989 in Lahti als 40., sowie bei den Nordischen Skiweltmeisterschaften 1991 im Val di Fiemme mit Rang 29 erreichte er die mittleren Plätze im Einzel. Nachdem Holland das Rennen nach der Gundersen-Methode bei den Olympischen Winterspielen 1992 in Albertville nicht beendet hatte, wurde er gemeinsam mit Tim Tetreault und Ryan Heckman im 3×10 km-Staffelwettbewerb Achter.
Auf nationaler Ebene gewann Holland dreimal den Paul-Nash-Laymon-Preis (1988, 1989 und 1991), der an den jeweiligen Sieger der nationalen Meisterschaft vergeben wird. Im Jahr 2015 wurde er zudem vom Verband U.S. Ski & Snowboard mit dem „Chairman's special recognition award“ ausgezeichnet. Holland war als Trainer in Ford K. Sayre tätig.

## Privates
Seine Brüder Mike und Jim waren als Skispringer aktiv. Joe hat einen Sohn. Holland schloss sein Studium in Business Administration erfolgreich ab.

## Statistik

### Platzierungen bei Olympischen Winterspielen
| Jahr und Ort     | Wettbewerb   | Wettbewerb | Wettbewerb |
| Jahr und Ort     | Gundersen NS | Team       |            |
| ---------------- | ------------ | ---------- | ---------- |
| 1988 Calgary     | 19.          | 10.        |            |
| 1992 Albertville | DNF          | 08.        |            |

### Platzierungen bei Weltmeisterschaften
| Jahr und Ort       | Wettbewerb   | Wettbewerb | Wettbewerb |
| Jahr und Ort       | Gundersen NS | Team       |            |
| ------------------ | ------------ | ---------- | ---------- |
| 1989 Lahti         | 40.          | –          |            |
| 1991 Val di Fiemme | 29.          | 10.        |            |

### Weltcup-Platzierungen
| Saison  | Platz | Punkte |
| ------- | ----- | ------ |
| 1990/91 | 28.   | 05     |
| 1991/92 | 33.   | 05     |